# خط توقیع

خط توقیع

خط توقیع شیوه‌ای از خوشنویسی اسلامی است که در زمان خلافت مأمون خلیفه عباسی ابداع و در قرن پنجم هجری کامل شد. این خط اغلب در امضا به کار می‌رفته است و به همین دلیل به آن نام توقیع (به معنی امضا) دادند. مورد استفادهٔ این خط، بیشتر در نوشته‌های مهم حکومتی و دینی بوده است.
این خط از نظر خصوصیات ظاهری با خطوط ثلث و رقاع شباهت دارد. در خط توقیع، حروف درشت‌تر و دارای ضخامتِ بیشتر نسبت به رقاع هستند و قوس‌ها نیز کم‌انحناترند.

## نگارخانه

دست‌نوشته‌ای از قرآن به خط توقیع با ترجمهٔ تحت‌اللفظی فارسی به خط نسخ، مربوط به سدهٔ چهاردهم میلادی، نگاشته‌شده در ایران. شامل آیات ۸۵–۸۸ سورهٔ «آل عمران».
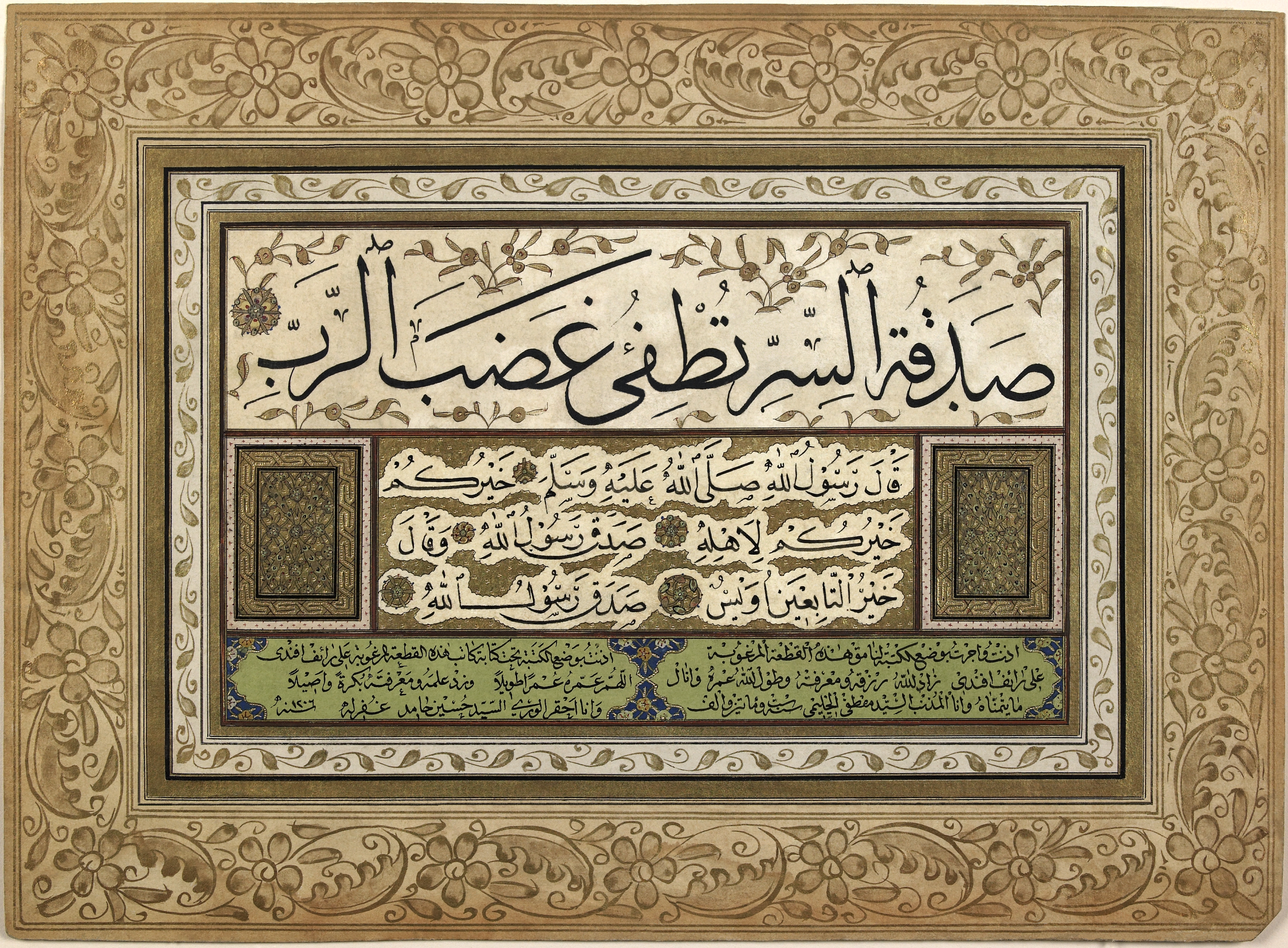
خوشنویسی به خط توقیع و خط ثلث به سال ۱۷۹۱ میلادی از حدیثی منتصب به پیامبر اسلام با این ترجمه که «صدقه‌ی پنهانی خشم پروردگار را فرومی‌نشاند».
خوشنویس: علی رئیف افندی